# Vittore Benedetto Antonio Trevisan de Saint-Léon
Vittore Benedetto Antonio Trevisan de Saint-Léon (Pádua, 5 de junho de 1818 – 8 de abril de 1897) foi um botânico italiano.